# Dálnice v Severní Makedonii

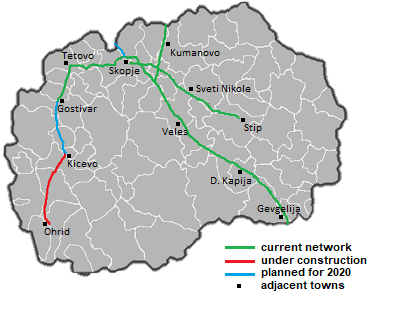
Dálniční síť (2019)

Celková délka dálnic v Severní Makedonii k prosinci 2021 je 242 km. Nejvyšší povolená rychlost na dálnicích je pro osobní automobily 120 km/h. Na severomakedonských dálnicích funguje mýtný systém pro všechna vozidla.

## Historie výstavby dálnic

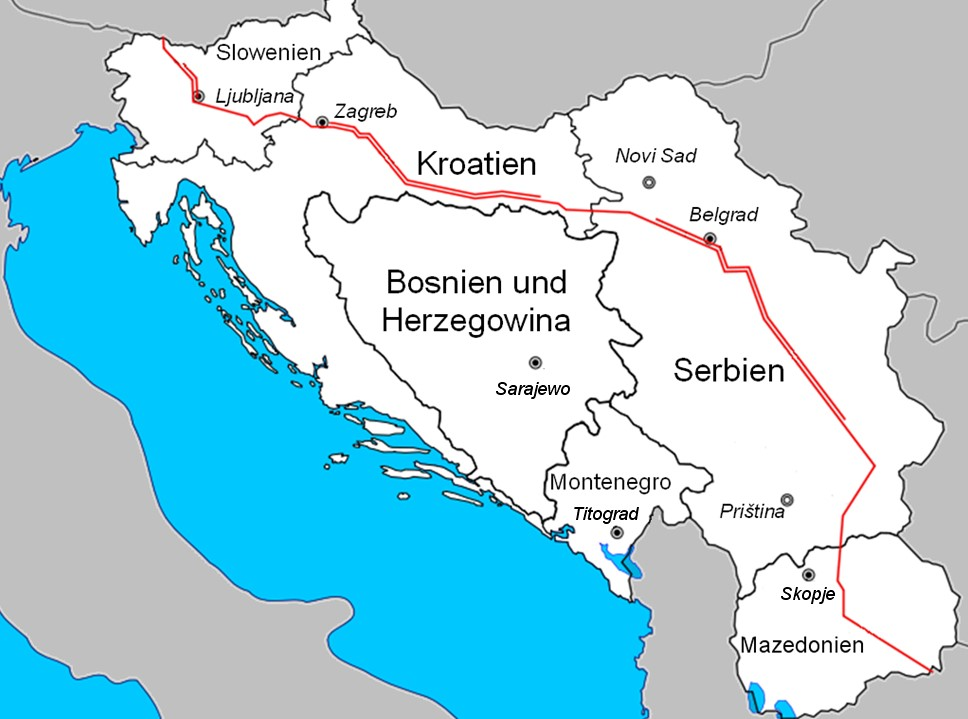
bývalá Dálnice Bratrství a jednoty

Plán výstavby první dálnice na území dnešní Severní Makedonie se objevil za dob bývalé Jugoslávie. Jednalo se o tzv. Dálnici Bratrství a jednoty, která propojovala největší jugoslávská města Lublaň, Záhřeb a Bělehrad se Severní Makedonií napříč celou zemí. První úsek této dálnice na severomakedonském území byl otevřen v roce 1978. Dnes se jedná o dálnici A1. 

## Seznam dálnic

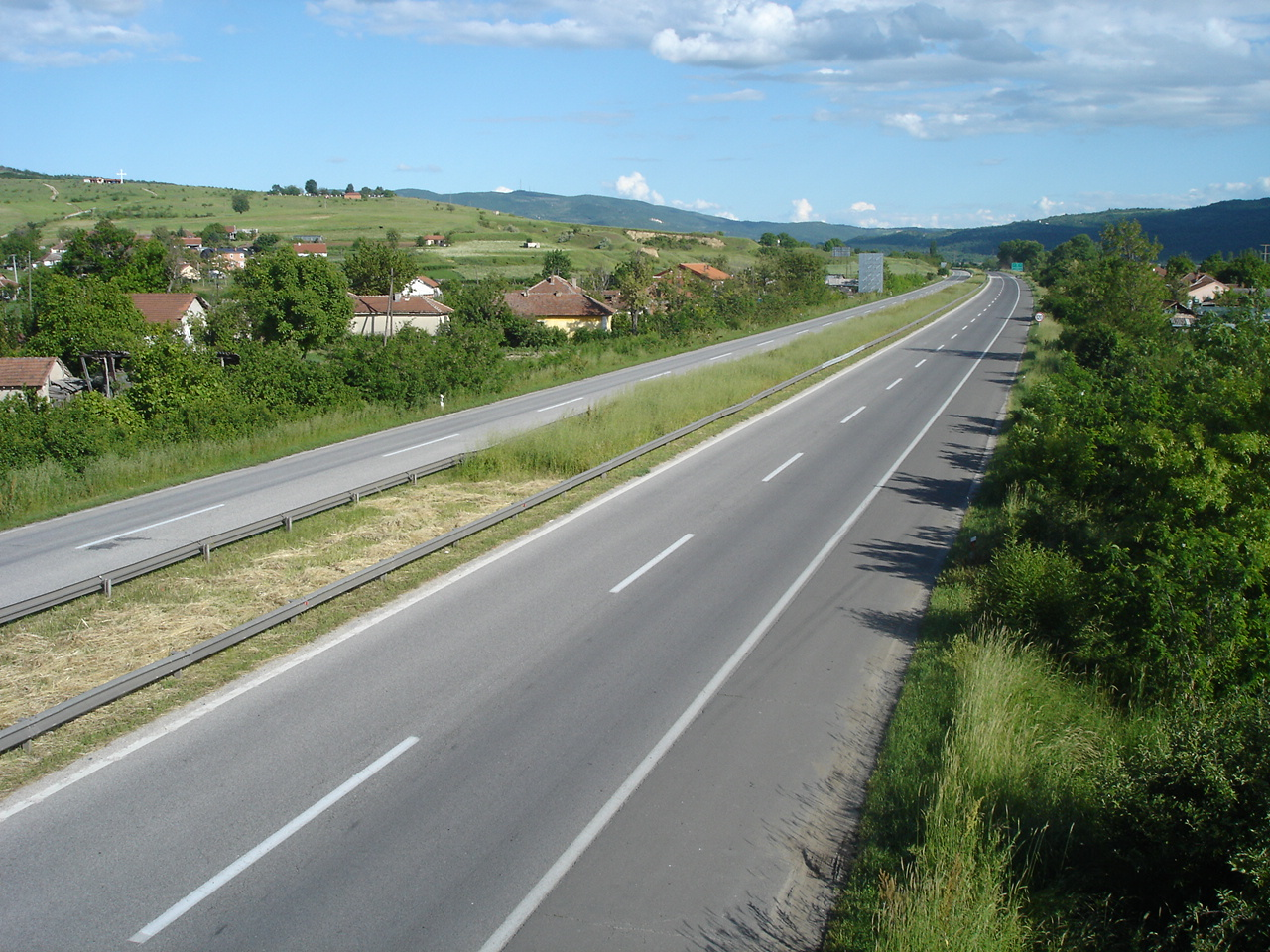
Severomakedonská dálnice

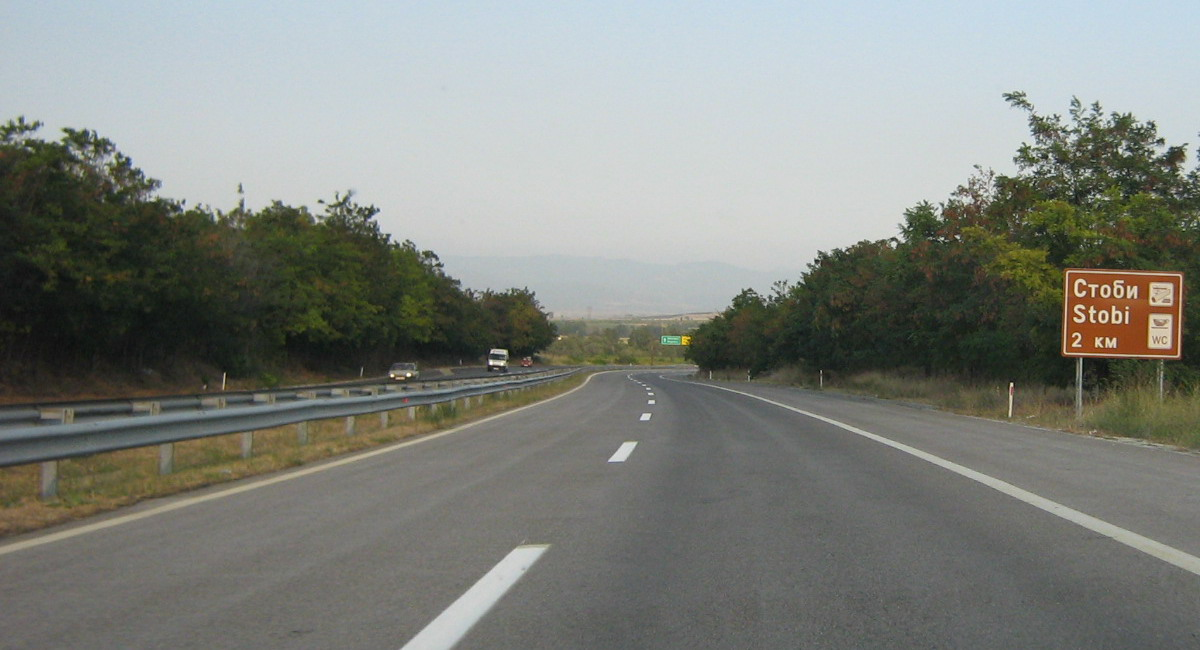
Dálnice A1 v Severní Makedonii

Dálnice jsou v Severní Makedonii označovány písmenem A (avtopat, v azbuce автопат – makedonsky dálnice), někdy také písmenem M
| Číslo dálnice | Název      | Trasa | Konečná délka | V provozu | Geodata stávající komunikace toho názvu |
| ------------- | ---------- | --- | ------------- | --------- | --------------------------------------- |
|               | Dálnice A1 | Srbsko (Dálnice A1) – Kumanovo – Skopje – Veles – Gevgelija – Řecko (Dálnice A1) (+ větev Gradsko - Prilep) | 227 km        | 173 km    | 2309481                                 |
|               | Dálnice A2 | Bulharsko (Dálnice A5) - Kriva Palanka - Kumanovo – Skopje - Tetovo - Gostivar- Struga - Albánie            | 306 km        | 73 km     | 2472488                                 |
|               | Dálnice A3 | Řecko - Bitola (+větev do Ochridu a napojení na A2) - Prilep - Veles - Štip - Kočani - Delčevo - Bulharsko  | 356 km        | 0 km      | 2401407                                 |
|               | Dálnice A4 | Kosovo - Skopje – Štip - Strumica - Bulharsko                                                               | 223 km        | 59 km     | 2402013                                 |